# Ingeborg Schöpf
Ingeborg Schöpf (* 1967 oder 1968 in der Steiermark) ist eine österreichische Sängerin (Sopran).

## Leben
Ingeborg Schöpf begann parallel zu ihrer Tätigkeit als Chemielaborantin ein Gesangsstudium bei Elsa Marx und belegte während ihrer Ausbildung einige Meisterkurse, wie z. B. 1989 am Mozarteum (Salzburg) bei Kerstin Meyer und Wilma Lipp.
Seit 1998 gehört sie zum Solistenensemble der Staatsoperette Dresden.
Zum ZDF-Silvesterkonzert der Staatskapelle Dresden 2012 in der Semperoper unter Leitung von Christian Thielemann sprang sie kurzfristig für eine erkrankte Kollegin ein und sang Arien und Duette aus Emmerich Kálmáns Operetten.
Schöpf lebt in Dresden-Torna.

## Preise und Auszeichnungen
- Bundeswettbewerb Gesang
- Internationaler Belvedere Wettbewerb in Wien
- Internationaler Robert-Stolz-Preis
- Nico-Dostal-Operetten-Wettbewerb

## Auftritte
- 2000 Schubertiade bei Brigitte Fassbaender
- 2005–2008 Sopranistin für das Cantus Buranus I und II Projekt der Gruppe Corvus Corax
- Mai 2008 mit den Wesendonck-Liedern und diversen Arien in Leipzig
- Juli/August 2008 bei den Seefestspielen Mörbisch in Österreich als Rössl-Wirtin in „Im weißen Rößl“